# Апага
Апага (вірм. Ապագա — «майбутнє») — село в марзі Армавір, на заході Вірменії. Село розташоване на правому березі річки Севджур («чорна вода»), за 11 км на південний захід від міста Вагаршапата та за 2 км на північний захід від села Лусагюх.